# Вибуховість гірських порід
Вибухо́вість гірськи́х порі́д (рос. взрываемость горных пород; англ. explosibility of rocks, blastability of rocks; нім. Sprengbarkeit f von Gesteinen n pl) — характеристика спротиву гірських порід руйнуванню під дією вибуху; визначається кількістю еталонної ВР або кількістю енергії ВР, необхідної для утворення вирви вибуху певних розмірів. Іншим способом оцінки В. г.п. є визначення максимальної лінії найменшого спротиву гірських порід, при якій вибух заряду еталонної ВР ще здійснює відрив породи від масиву. Стосовно свердловинних зарядів розрізняють В. легку, середню, важку та вельми важку. В. залежить від міцності, в'язкості, пружних і пластич. властивостей, густини г.п., а також від їх зернистості, шаруватості, кліважності, тріщинності.